# Station Verneuil-sur-Avre
Station Verneuil-sur-Avre is een spoorwegstation in de Franse gemeente Verneuil d'Avre et d'Iton.